# Jenny Fabian
Jenny Fabian est une journaliste et auteure anglaise née vers 1950. Groupie dans les années 1960 elle a raconté son expérience et le milieu du rock d'alors dans quelques romans autobiographiques.

## Biographie
Qualifiée de « reine des groupies du Royaume-Uni », elle multiplie à partir de l'âge de 19 ans les aventures sexuelles avec les artistes de la scène rock des années 1960 et 1970 : Syd Barrett (dont elle est spectatrice de la descente vers la folie), Andy Summers du groupe Police, Jimi Hendrix, Soft Machine, etc.
Elle raconte cette vie underground hédoniste faite de nuits d'excès dans un best-seller de 1969 co-écrit avec Johnny Byrne, Groupie, auréolé d'un parfum de scandale et considéré par The Observer en 2006, comme « un des cinquante livres essentiels de l'histoire de la musique ». Le livre décrit les rockstars qu'elle a fréquenté sous des pseudonymes transparents. Elle s'y dépeint tentant de gravir les échelons informels de l'univers des groupies, dont le statut est proportionnel à la notoriété de leurs amants. Des auteurs féministes y ont vu une forme de défaite de la libération sexuelle féminine, critiquant e qu'ils ont perçu comme une célébration de la sexualité masculine et de la passivité féminin. Mais si l'héroïne semble l'objet des désirs de ses idoles, ceux-ci se révèlent totalement égocentrés et vains,.
Après un séjour à Ibiza, haut lieu de la culture hippie, narco dépendante (cocaïne, mandrax...), elle quitte ce milieu vers 1974 pour s'installer dans la campagne britannique. Elle s'y occupe de chevaux, puis de lévriers.  Elle écrit A Chemical Romance, présenté comme une suite de son premier ouvrage, puis à nouveau avec Johnny Byrne Wasted (non publié). 
Elle devient journaliste musicale, anime un blog internet nommé The Monthly Muse entre août 2005 et janvier 2013, obtient un diplôme en littérature anglaise à la London’s South Bank University et vit à Londres en 2006. Elle a été mariée à deux reprises, et a eu plusieurs enfants.
En 2013 les deux auteurs font publier One to many morning (titre inspiré d'une chanson de Bob Dylan), un autre roman autobiographique sur la même époque, plus sombre et teinté de nostalgie. Elle explique qu'elle voulait alors simplement être proche de ces musiciens incroyables, et ne nie pas une forme de chasse aux trophées de leur part comme de la sienne.

## Ouvrages
- (en) Jenny Fabian et Johnny Byrne, Groupie, Omnibus Press, 1969 (ISBN 9781844499564)
- (en) Jenny Fabian, A Chemical Romance : A Novel, Talmy, Franklin Ltd, 1972, 192 p. (ISBN 9780900735066)
- (en) Jenny Fabian et Johnny Byrne, Wasted - non publié
- (en) Jenny Fabian et Johnny Byrne, One to many morning, Arcana, 19 juin 2013, 332 p. (ISBN 9781844499564)

## Filmographie
Jenny Fabian apparaît à l'écran dans un épisode d'une série TV et dans des documentaires sur le membre de Pink Floyd Syd Barrett :
- Baff - Fast eine Sendung, série TV, 1er épisode (1970)
- Remember a Day (2000) de Nigel Lesmoir-Gordon : Lady Jane Mandel
- Syd: The Dark Side of Music (2020) de Jordan Hill : son propre rôle.